# Serrat del Pletiu
El Serrat del Pletiu és un serrat del terme municipal d'Isona i Conca Dellà (antic terme de Benavent de Tremp), dins de l'enclavament de Montadó.
És el serrat que vertebra la meitat oriental d'aquest enclavament, amb la masia de la Casa Blanca, que és a l'extrem nord d'aquest serrat.